# 马建章
马建章（1937年7月20日—2022年12月23日），辽宁阜新人，中国野生动物学专家。1960年毕业于东北林学院。1995年当选为中国工程院院士。